# José Solano y Bote
José de Solano y Bote Carrasco y Díaz, marqués del Socorro (Zorita, Cáceres, 6 de marzo de 1726-Madrid, 24 de marzo de 1806), fue un militar y político español. Llegó a ser capitán general de la Real Armada Española, gobernador de la provincia de Venezuela, capitán general de Santo Domingo y consejero de Estado.

## Biografía

### Primeros años
Habiendo estudiado geografía y política, Solano ingresó en la Real Armada Española como guardiamarina el 20 de abril de 1742. Al acabar sus estudios se embarcó a bordo del Soberbio, navío perteneciente a la escuadra del Mediterráneo, mandado por Juan José Navarro, futuro marqués de la Victoria. Solano participó en el combate naval que tuvo lugar en el cabo Sicié, (Tolón) el 22 de febrero de 1744 contra la Marina Real Británica comandada por el almirante Thomas Mathews. Esta batalla se produjo en la guerra que enfrentó a España y Francia contra Gran Bretaña en virtud de la firma del llamado Segundo Pacto de Familia. Solano fue ascendido por su actuación en aquel hecho a alférez de fragata. Posteriormente, fue escogido como uno de los oficiales que acompañarían a Jorge Juan y Santacilia en un viaje por Inglaterra y Rusia encargado por el marqués de la Ensenada con el fin de estudiar los adelantos de su ciencia naval y organización de sus respectivas armadas con regreso a España en 1754. 
Ascendió a capitán de fragata en 1754 y fue destinado a la Provincia de Venezuela como comisario nombrado por el rey Fernando VI con el objeto de asistir a la demarcación de límites entre España y Portugal al norte del río Amazonas, mediante Real cédula expedida en el Palacio del Buen Retiro el 20 de diciembre de 1757. Dicho trabajo le ocupó siete años viajando por el rio Orinoco y sus tributarios y en varias oportunidades llegó a Santa Fe de Bogotá para rendir informes al virrey de la Nueva Granada. A la conclusión de la expedición en 1761 fue ascendido a capitán de navío.

### Acciones en América

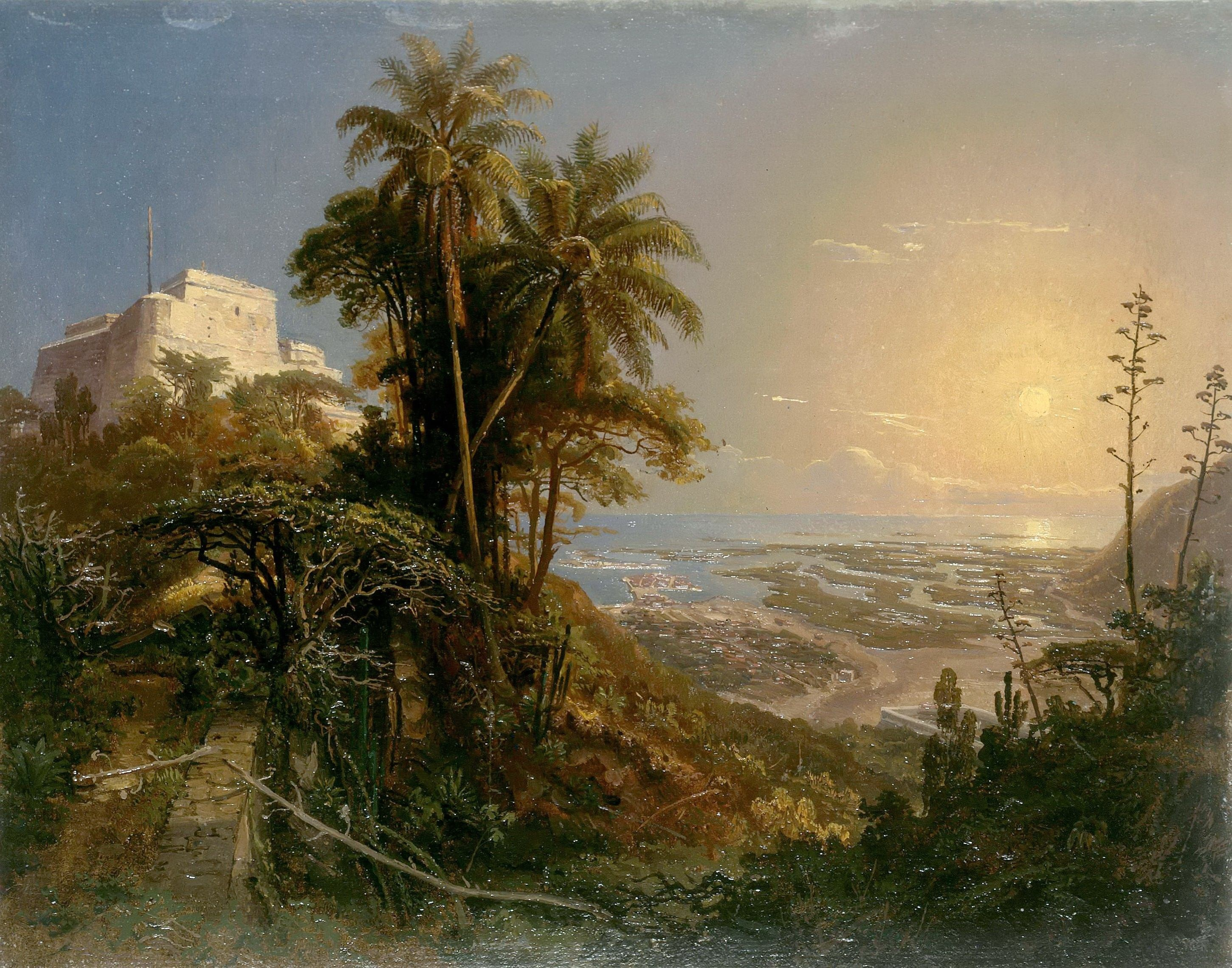
El fortín Solano en el cuadro Vista de Puerto Cabello de Ferdinand Bellermann (1843).

En 1762, al declararse la guerra con Inglaterra, se le dio el mando del navío Rayo y al firmarse la paz es nombrado al año siguiente gobernador y capitán general de la Provincia de Venezuela, por Real Cédula del 12 de junio de 1763. Combatió el contrabando de ingleses y holandeses que azotaban las costas del litoral venezolano. Durante este esfuerzo logró apresar 103 embarcaciones y desalojó a los ingleses de las islas vecinas de Sotavento reduciendo el contrabando de tal manera que en 1770 cuando terminó su gobierno el ingreso de las rentas se había duplicado. Se le nombra Caballero de Santiago, por título extendido en San Lorenzo el 11 de noviembre de 1763.
Durante su periodo al mando de la Provincia de Venezuela dio la orden en 1766 para la construcción del Fortín Solano con la finalidad de reforzar la defensa de Puerto Cabello que ya contaba con el castillo San Felipe. Fundó la población de Chacao, hoy parte del área metropolitana de Caracas, en abril de 1768, con la intención de poblar el sitio y defender a sus pobladores e indígenas. Solano impartió justicia y por ello tuvo fama de ser un gobernante muy justo y respetado durante el periodo colonial venezolano. Fundó asimismo varias escuelas y fue un temible enemigo del contrabando y el vandalismo.
El 20 de septiembre de 1770 es nombrado capitán general de Santo Domingo y presidente de su Real Audiencia. En 1773 fue ascendido a brigadier de la Armada. Concluida la designación de límites con los franceses, que ocupaban el oeste de la isla, solicitó licencia para continuar sus servicios en la Armada, siendo promovido a Jefe de Escuadra en 1779.

### Contra Gran Bretaña
Aliada como estaba España con Francia por los denominados Pactos de Familia, en plena guerra de independencia norteamericana la escuadra española debió unir fuerzas con la escuadra francesa de Orvilliers cuando en junio de 1779 fue declarada la guerra a Inglaterra. Solano fue destinado a la escuadra de Antonio González de Arce, saliendo con ella de Ferrol rumbo al canal de la Mancha. La escuadra combinada franco-española, en la que se contaban 68 navíos, logró ejecutar un exitoso bloqueo naval a Gran Bretaña; los buques ingleses se refugiaron en sus puertos causando el colapso del comercio británico. Solano tomó parte en las acciones destinadas al apresamiento del poderoso navío de línea británico Ardent, de setenta y cuatro cañones.
El 22 de febrero de 1780 se le confiere el mando de una escuadra de 12 navíos para escoltar 140 velas con carga a los principales puertos de América y además los acompañaban otros con 12 000 tropas con sus equipos militares para la defensa de esas posesiones, zarpa de Cádiz el día 28 de abril y logra conducirlo y desembarcar el ejército sin novedad en La Habana el 4 de agosto. Contra esta expedición se encontraba una escuadra de 33 navíos ingleses al mando del general George Rodney a las cuales se logró burlar gracias a la pericia y arrojo del almirante Solano.
Colaboró eficazmente en la conquista de la Florida y en la toma de Pensacola, donde acudió en compañía de Francisco de Saavedra en ayuda de Bernardo de Gálvez, gobernador de la Luisiana, en marzo de 1781. En reconocimiento a dichos servicios, Solano fue ascendido a Teniente General de la Real Armada el 4 de agosto de 1781. También retuvo el mando de la Escuadra del Apostadero de La Habana el cual desempeña por dos años.

### Últimos años
Solano volvió a España con solo cuatro navíos y se trasladó a Madrid, donde en 1802 se le dio el encargo de ir a Nápoles para traer a Barcelona a María Antonia de Borbón-Dos Sicilias, prometida del príncipe Fernando, y a Francisco I de las Dos Sicilias, prometido de la infanta de España Isabel de Borbón. Por esta acción el Rey de Nápoles le nombró caballero de la Orden de San Jenaro. Fue ascendido a capitán general de la Armada y continuó en Madrid como consejero de Estado, falleciendo el 24 de marzo de 1806. 

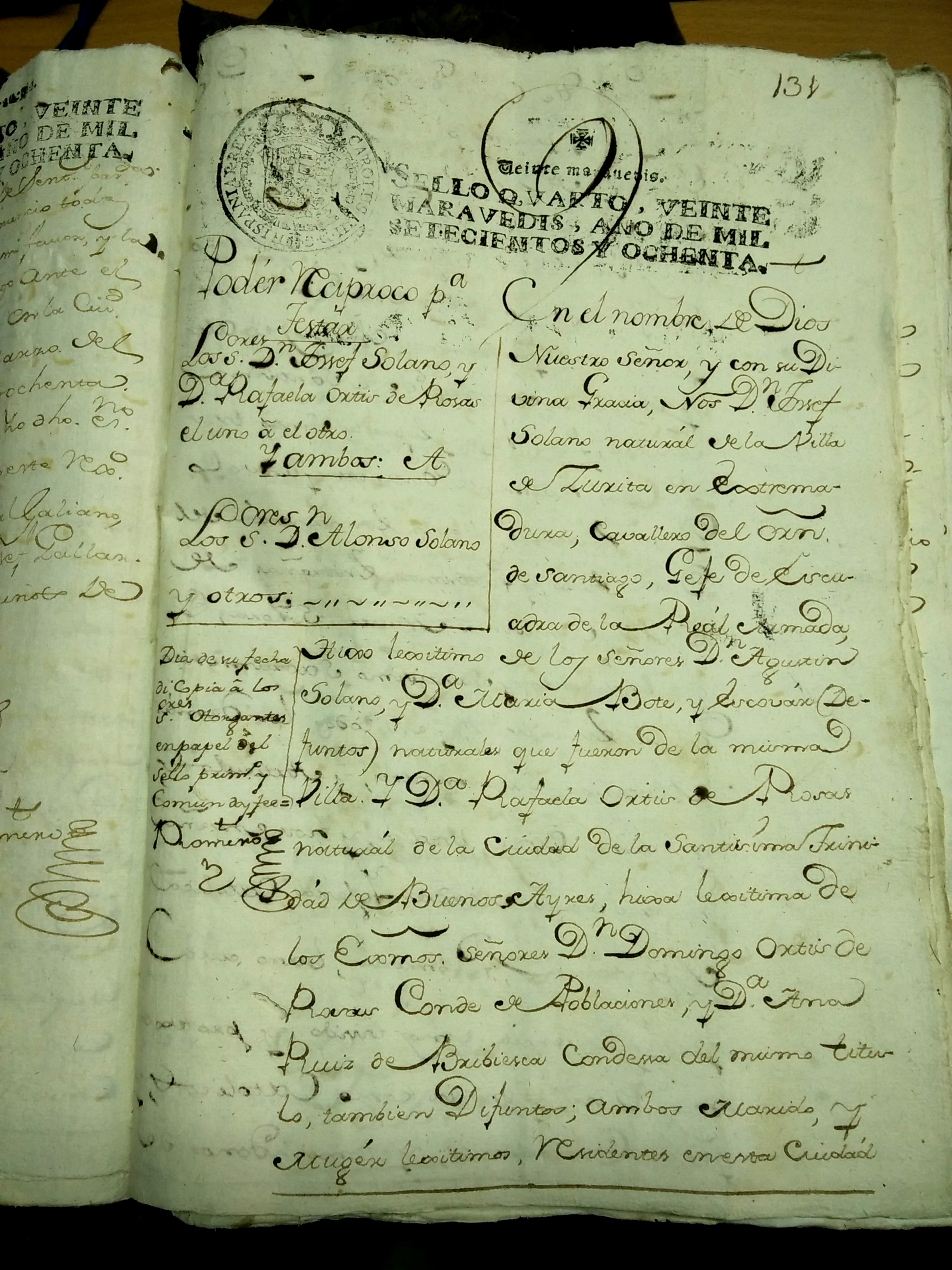
Extracto del testamento de José Solano y Bote.

Firmó un testamento recíproco con su mujer en el que se le otorgaba el poder para testar.
Por concesión especial del rey Carlos IV, se le rindieron honores militares. Su muerte fue honrada a nivel nacional e incluso el rey levantó la prohibición de rendir honores fúnebres en la residencia del monarca, suponiendo un reconocimiento muy especial. Fue sepultado en una capilla del convento de San Hermenegildo de los Carmelitas Descalzos de la Villa y Corte en Madrid en medio de una ceremonia de gran importancia. El convento fue destruido y en su lugar hoy solo queda la iglesia de San José en la calle de Alcalá. Sigue siendo un misterio si las bóvedas donde fue sepultado Solano se salvaron y sus restos fueron trasladados a la Parroquia; al parecer el sacristán de dicha iglesia dejó constancia escrita que todos los restos fueron reunidos y enterrados debajo del piso de la iglesia después de un incendio ocurrido en 1930.

## Vida personal
Fue hijo de Agustín de Solano y Carrasco y María Bote y Carrasco, nieto por línea paterna de Pedro Solano de Valencia y Ana Carrasco y Díez, y nieto por línea materna de Juan Bote Moreno y Teresa Carrasco y Díez. 
Se casó con Rafaela Ortiz de Rozas y Ruiz de Briviesca y tuvo bastantes hijos: José María de las Mercedes, María de la Merced, María del Rosario, María del Carmen, Francisco José María, María de la Concepción, María Manuela, Josefa Ramona, Estanislao Ramón José, Joaquín José Ramón, Antonio y Eulogio. 

## Homenajes
A su regreso a España en 1782 y en fecha 1 de mayo de 1784, el rey Carlos III le concedió el título de marqués del Socorro, con un documento en el cual se hace una exposición de los méritos y servicios prestados en la guerra contra Inglaterra, incluyendo lo siguiente: «que fue vuestro mando en la guerra de tanto acierto, que no solo impedisteis al enemigo de hacer aquella conquista, echando los enemigos del Seno mejicano y costas de Honduras y tomarles la isla de Providencia y demás Lucayas o de Bahamas; y además mantuvísteis el comercio marítimo de aquellos mis Dominios entre sí y con estos mis Reinos, ya con el todo de mi Escuadra o parte y ya con escoltas de ellas; habiendo sido vuestra conducta gran causa de la ventajosa paz con que he determinado la última guerra; y finalmente que finalizada habéis conducido de aquellos mis Dominios a estos la Escuadra que habéis mandado y cargada de tesoros míos y del Comercio». Solano fue posteriormente condecorado con la gran cruz de la Orden de Carlos III el 9 de abril de 1791 y fue también nombrado caballero de la Orden de San Jenaro.
En Venezuela, el Municipio Chacao otorga desde 2010 la Condecoración "Orden Don José Solano y Bote" en reconocimiento a quienes se destacan en el ámbito de la defensa de los derechos sociales, la tecnología y el deporte en el municipio.
| Predecesor: Manuel de Azlor y Urries  | Capitán General de Santo Domingo 1771-1779        | Sucesor: Isidoro de Peralta y Rojas        |
| Predecesor: Felipe Ramírez de Estenoz | Gobernador de la Provincia de Venezuela 1763-1771 | Sucesor: Felipe de Font de Viela y Ondiano |